# Mar del Japó
La mar del Japó o mar de l'Est és una mar costanera de l'oceà Pacífic occidental, al nord-est d'Àsia, mar marginal entre l'arxipèlag japonès, Sakhalin, la península de Corea i el continent del Llunyà Orient rus. Com la Mediterrània, gairebé no té marees, ja que es troba gairebé voltada completament de terra ferma per totes bandes.
Aquest aïllament també afecta la diversitat fecal i la salinitat, totes dues més baixes que en l'oceà obert. La mar no té grans illes, badies ni caps. El seu balanç hídric està determinat principalment per l'entrada i sortida a través dels estrets que el connecten amb les mars veïnes i l'Oceà Pacífic. Pocs rius aboquen en la mar i la seva contribució total a l'intercanvi d'aigua està dins de l'1%.
L'aigua de mar té una concentració elevada d'oxigen dissolt que resulta en una alta productivitat biològica. Per tant, la pesca és l'activitat econòmica dominant a la regió. La intensitat dels enviaments a través del mar ha estat moderada per qüestions polítiques, però augmenta constantment a conseqüència del creixement de les economies de l'Àsia oriental.

## El nom de la mar
Si bé mar del Japó és el terme més habitual per referir-s'hi entre la comunitat internacional, de vegades s'anomena amb diferents noms als països del voltant: Ell mar s'anomena Rìběn hǎi (日本海, literalment "Mar del Japó") o originalment Jīng hǎi (鲸海, literalment "Mar de la Balena") a la Xina, Yaponskoye more (Японское море, literalment "Mar del Japó") a Rússia, Chosŏn Tonghae (조선동해, literalment "Mar de l'Est de Corea") a Corea del Nord, i Donghae (동해, literalment "Mar de l'Est") a Corea del Sud. Existeix una disputa sobre el nom del mar, amb Corea del Sud que promou la traducció a l'anglès del seu nom natiu com a Mar de l'Est.

### Disputa de la denominació
L'ús del terme "Mar del Japó" com a nom dominant és un punt de discussió. Corea del Sud vol que s'utilitzi el nom "Mar de l'Est", ja sigui en lloc o a més de "Mar del Japó"; mentre que Corea del Nord prefereix el nom "Mar de l'Est de Corea".
La qüestió principal de la disputa gira al voltant d'un desacord sobre quan el nom "Mar del Japó" es va convertir en l'estàndard internacional. Japó afirma que el terme ha estat l'estàndard internacional almenys des de principis del segle xix, mentre que les Corees afirmen que el terme "Mar del Japó" va sorgir més tard mentre Corea estava sota domini japonès, i abans d'aquesta ocupació, altres noms com ara "Sea of Korea" o "East Sea" es van utilitzar en anglès. El mar es coneix com el mar del Japó segons l'Encyclopædia Britannica. El 2012, l'Organització Hidrogràfica Internacional (OHI), l'organització intergovernamental que manté una publicació que enumera els límits de les zones oceàniques i marines a tot el món, va abandonar el seu intent més recent dels darrers 25 anys de revisar la seva publicació del nom del mar. Això va ser principalment a causa de la manca d'acord entre les Corees i el Japó sobre la qüestió de la denominació. El setembre de 2020, l'OHI va anunciar que adoptaria un nou sistema numèric, també conegut com "S-130". El novembre de 2020, S-23, la versió anterior de la carta nàutica feta el 1953 es farà pública com a publicació de l'OHI per demostrar el procés evolutiu de l'era analògica a l'era digital. L'OHI va aprovar la proposta de la nova carta nàutica oficial. El nou gràfic es marcarà amb un identificador numèric sense nom.

## Història
Durant segles, el mar havia protegit el Japó de les invasions terrestres, especialment dels mongols. Feia temps que havia estat navegat per vaixells asiàtics i, a partir del segle xviii, per vaixells europeus. Les expedicions russes de 1733-1743 van cartografiar Sakhalin i les illes japoneses. A la dècada de 1780, el francès Jean-François de Galaup, comte de Lapérouse, va viatjar cap al nord a través del mar a través de l'estret que més tard portarà el seu nom. El 1796, un oficial de la marina britànic, William Robert Broughton, va explorar l'estret de Tàrtaria, la costa oriental de l'Extrem Orient rus i la península de Corea.
El 1803–1806, el navegant rus Adam Johann von Krusenstern mentre navegava per tot el món a bord del vaixell Nadezhda també va explorar, de passada, el mar del Japó i les costes orientals de les illes japoneses. El 1849, un altre explorador rus Gennadi Nevelskoy va descobrir l'estret entre el continent i Sakhalin i va cartografiar la part nord de l'estret de Tàrtaria. Les expedicions russes es van fer els anys 1853–1854 i 1886–1889 per mesurar les temperatures superficials i registrar les marees. També van documentar el caràcter ciclonal dels corrents marins.
Altres expedicions notables del segle xix inclouen l’expedició nord-americana d'exploració i topografia del Pacífic nord (1853–1856) i l'expedició britànica Challenger (1872–1876). La vida aquàtica va ser descrita per VK Brazhnikov el 1899–1902 i P. Yu. Schmidt el 1903-1904. Els estudis científics japonesos sobre el mar van començar només el 1915 i es van tornar sistemàtics des dels anys vint del segle passat.
Vaixells baleners americans, canadencs i francesos van navegar a la recerca de balenes al mar entre 1847 i 1892. La majoria van entrar al mar per l'estret de Corea i van sortir per l'estret de La Pérouse, però alguns van entrar i sortir per l'estret de Tsugaru. Es van dirigir principalment a les balenes francas, però van començar a capturar geperuts a mesura que les captures de balenes francas van disminuir. També van intentar capturar rorquals blaus i rorquals comuns, però aquestes espècies invariablement s'enfonsaven després de ser assassinades. Les balenes francas es van capturar de març a setembre, amb el màxim de captures al maig i juny. Durant els anys màxims de 1848 i 1849 un total de més de 170 vaixells (més de 60 el 1848 i més de 110 el 1849) van navegar pel mar del Japó, amb un nombre significativament menor en els anys següents.

## Característiques físiques
Està limitada per la Rússia continental i l'illa de Sakhalín al nord, Corea del Nord i Corea del Sud a l'oest, i les illes japoneses de Hokkaidō, Honshū i Kyūshū a l'est.
Està connectada a altres mars per cinc estrets: l'estret de Tatària, entre l'Àsia continental i l'illa de Sakhalín, i l'estret de La Pérouse, entre les illes de Sakhalín i Hokkaidō, que la connecten amb la mar d'Okhotsk; l'estret de Tsugaru, entre les illes de Hokkaidō i Honshū, i l'estret de Kanmon, entre les illes de Honshū i Kyūshū, que la connecten amb el Pacífic; i l'estret de Corea, entre la península de Corea i l'illa de Kyūshū (anomenat canal Occidental i estret de Tsushima a banda i banda de l'illa de Tsushima), que la connecta amb la mar de la Xina Oriental.
- Profunditat màxima: 3.742 metres sota el nivell del mar
- Profunditat mitjana: 1.752 metres
- Superfície aproximada: 978.000 km²

Consta de tres conques principals: la conca de Yamato al sud-est, la conca del Japó al nord i la conca de Tsushima (o conca d'Ulleung) al sud-est. La conca del Japó és la que registra les màximes profunditats, mentre que la de Tsushima és la més plana.
A la costa oriental, la plataforma continental és àmplia, però a l'occidental, sobretot al llard de la costa coreana, és estreta, d'uns 30 quilòmetres de mitjana.
El corrent càlid de Tsushima, un dels braços del corrent de Kuroshio, es desplaça en direcció nord a través de l'estret de Corea per la costa japonesa, i el corrent fred de Liman baixa en direcció sud a través de l'estret de Tatària per la costa russa.
Temps enrere fou una mar tancada, quan existia el pont continental de l'Àsia Oriental.

## Economia
Les àrees septentrional i sud-oriental són riques en pesca. La importància de la pesca en aquesta mar la il·lustra perfectament la disputa entre Corea del Sud i el Japó sobre l'illa de Dokdo o Takeshima. La mar també és important pels seus dipòsits minerals, sobretot de sorres de magnetita. També es creu que hi ha bosses de gas natural i de petroli. Amb el creixement de les economies de l'Àsia oriental, la mar del Japó ha esdevingut una de les vies marítimes comercials de més rellevància.

## Geografia i geologia

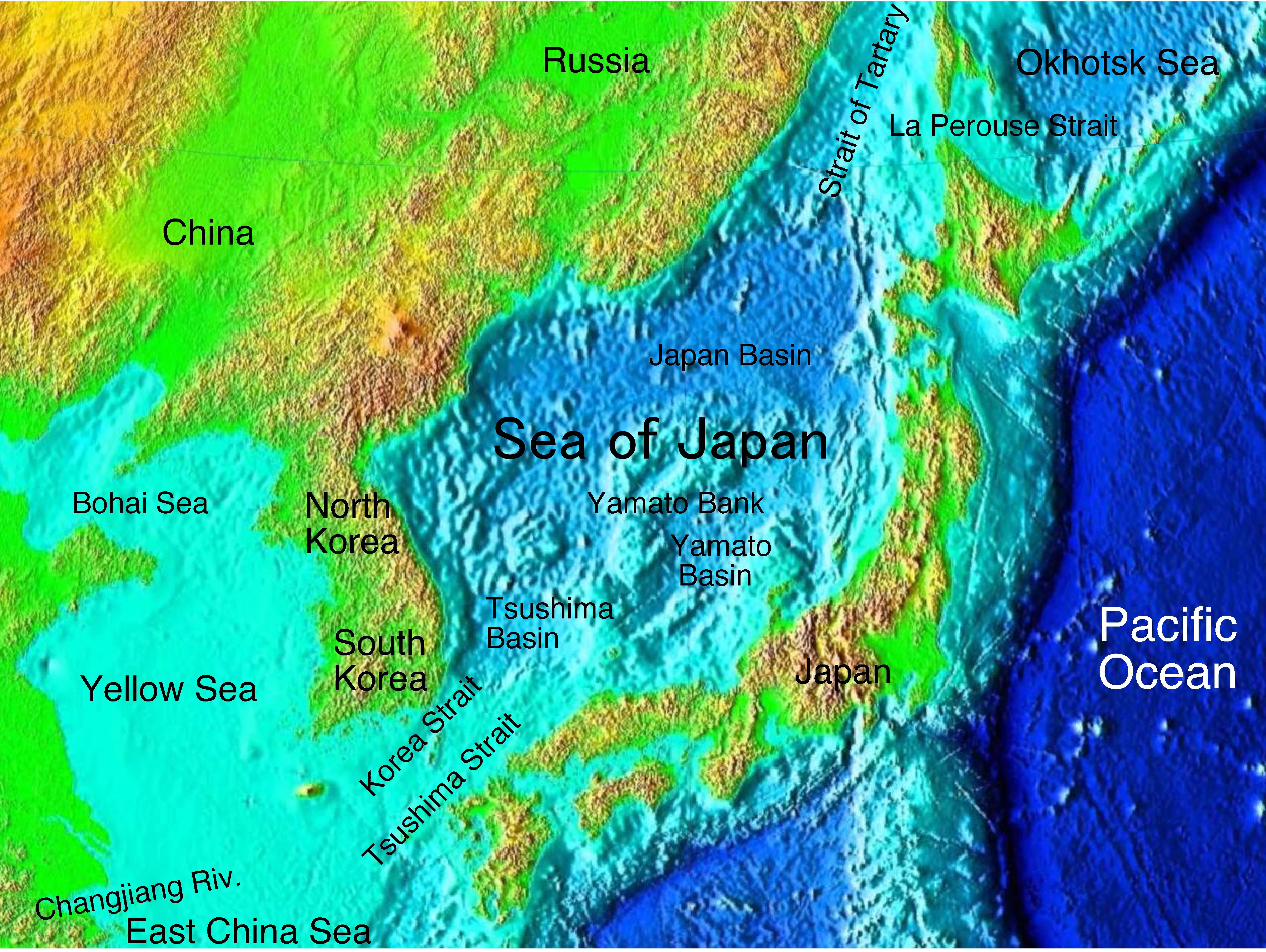
Relleu del mar del Japó i zones properes

El mar del Japó estava sense sortida al mar quan existia el pont terrestre de l'Àsia oriental. L'Arc del Japó es va començar a formar al Miocè inferior. A l'inici del Miocè, el mar del Japó va començar a obrir-se i les parts nord i sud de l'arxipèlag japonès es van separar. Durant el Miocè, el mar del Japó es va expandir.

Mapa que mostra l'arxipèlag japonès, el mar del Japó i la part circumdant de l'Àsia oriental continental al Miocè inferior (23-18 Ma)

La part nord de l'arxipèlag japonès es va fragmentar més tard fins que va començar l'orogènesi de l'arxipèlag japonès del nord-est al Miocè tardà. La part sud de l'arxipèlag japonès es va mantenir com una massa de terra relativament gran. La superfície terrestre s'havia expandit cap al nord al Miocè superior. L'orogènesi de les altes cadenes muntanyoses al nord-est del Japó va començar al Miocè superior i també va durar al Pliocè. El Marge oriental del mar del Japó pot acollir una incipient zona de subducció responsable de grans terratrèmols el 1940, 1964, 1983 i 1993.

Mapa que mostra l'arxipèlag japonès, el mar del Japó i la part circumdant de l'Àsia oriental continental des del Pliocè mitjà fins al Plasencià (3,5–2 Ma)

Actualment, el mar del Japó limita amb el continent rus i l'illa de Sakhalin al nord, la península de Corea a l'oest i les illes japoneses d'Hokkaidō, Honshū i Kyūshū a l'est i al sud. Està connectat amb altres març per cinc estrets: l'estret de Tartaria entre el continent asiàtic i Sakhalin; Estret de La Pérouse entre el Sakhalin i Hokkaidō; l'estret de Tsugaru entre Hokkaidō i Honshū; l’estret de Kanmon entre Honshū i Kyūshū; i l'estret de Corea entre la península de Corea i Kyūshū.
L'estret de Corea està format pel canal occidental i l'estret de Tsushima, a banda i banda de l'illa de Tsushima. Els estrets es van formar en períodes geològics recents. Els més antics d'ells són els estrets de Tsugaru i Tsushima. La seva formació havia interromput la migració dels elefants cap a les illes japoneses al final del període Neogen (uns 2,6 fa milions d'anys). El més recent és l'estret de La Perouse, que es va formar fa uns 60.000 a 11.000 anys tancant el camí utilitzat pels mamuts que abans s'havien traslladat al nord d'Hokkaidō. Tots els estrets són més aviat poc profunds amb una profunditat mínima de l'ordre de 100 metres o menys. Això dificulta l'intercanvi d'aigua, aïllant així l'aigua i la vida aquàtica del mar del Japó dels març i oceans veïns.
El mar té una superfície d'uns 1.050.000 km, una profunditat mitjana de 1.752 m i una profunditat màxima de 4.568 m. Té una forma semblant a la pastanaga, amb l'eix principal que s'estén de sud-oest a nord-est i una àmplia part meridional s'estreny cap al nord. La longitud costanera és d'uns 7.600 km amb la part més gran (3.240 km) pertanyent a Rússia. El mar s'estén de nord a sud per més de 2.255 km i té una amplada màxima d'uns 1.070 km.
Té tres conques principals: la conca de Yamato al sud-est, la conca del Japó al nord i la conca de Tsushima (conca d'Ulleung) al sud-oest. La conca del Japó és d'origen oceànic i és la part més profunda del mar, mentre que la conca de Tsushima és la més poc profunda amb una profunditat inferior a 2.300 m. A les costes orientals, les plataformes continentals del mar són amples, però a les costes occidentals, especialment al llarg de la costa coreana, són estretes, amb una mitjana d'uns 30 km.
Hi ha tres plataformes continentals diferents a la part nord (per sobre dels 44° N). Formen una estructura en forma d'escala amb els graons lleugerament inclinats cap al sud i submergits a les profunditats de 900 -1.400, 1.700 - 2.000 i 2.300 - 2.600 m. L'últim pas cau bruscament a les profunditats d'uns 3.500 m cap a la part central (més profunda) del mar. El fons d'aquesta part és relativament pla, però té alguns altiplans. A més, una cresta submarina que puja fins als 3.500 m va de nord a sud pel mig de la part central.
La zona costanera del mar japonesa està formada per Okujiri Ridge, Sado Ridge, Hakusan Banks, Wakasa Ridge i Oki Ridge. Yamato Ridge és d'origen continental i està compost per granit, riolita, andesita i basalt. Té un fons irregular cobert de blocs de roca volcànica. La majoria de les altres zones del mar són d'origen oceànic. Fons marí fins a 300 m és de naturalesa continental i està cobert amb una barreja de fang, sorra, grava i fragments de roca. Les profunditats entre 300 i 800 m i estan cobertes de sediments hemipelàgics (és a dir, d'origen semioceànic); aquests sediments estan formats per fang blau ric en matèria orgànica. Els sediments pelàgics de fang vermell dominen les regions més profundes.
No hi ha illes grans al mar. La majoria de les més petites es troben a prop de la costa oriental, excepte Ulleungdo (Corea del Sud). Les illes més significatives són Moneron, Rebun, Rishiri, Okushiri, Ōshima, Sado, Okinoshima, Ulleungdo, Askold, Russky i Putyatin. Les costes són relativament rectes i no tenen grans badies o caps; les formes costaneres són més simples per a Sakhalin i són més sinuoses a les illes japoneses.Les badies més grans són el golf de Pere el Gran, Sovetskaya Gavan; Vladimira Bay, Olga; Badia de Posyet a Rússia; Badia de Corea de l'Est a Corea del Nord; i les badies d'Ishikari (Hokkaidō), Toyama (Honshū) i Wakasa (Honshū) al Japó. Els caps destacats inclouen Lazareva, Peschanyi (sorrenc), Povorotny, Gromova, Pogibi, Tyk i Korsakova a Rússia; Crillon sobre Sakhalin; Sōya, Nosappu, Tappi, Nyuda, Rebun, Rishiri, Okushiri, Daso i Oki al Japó; i Musu Dan a Corea del Nord.

A mesura que el nivell del mar mundial va baixar durant els avenços de la capa glacial de l'Últim període glacial, els estrets de sortida del mar del Japó es van assecar i tancar un a un. Hi ha controvèrsia sobre si en cada avançament de la capa glacial el nivell del mar mundial va baixar prou com perquè el més profund, el canal occidental de l'estret de Corea, s'assequés i tanqués, convertint el mar del Japó en un enorme llac interior fred amb un capa superficial d'aigua dolça, que es congela a l'hivern.

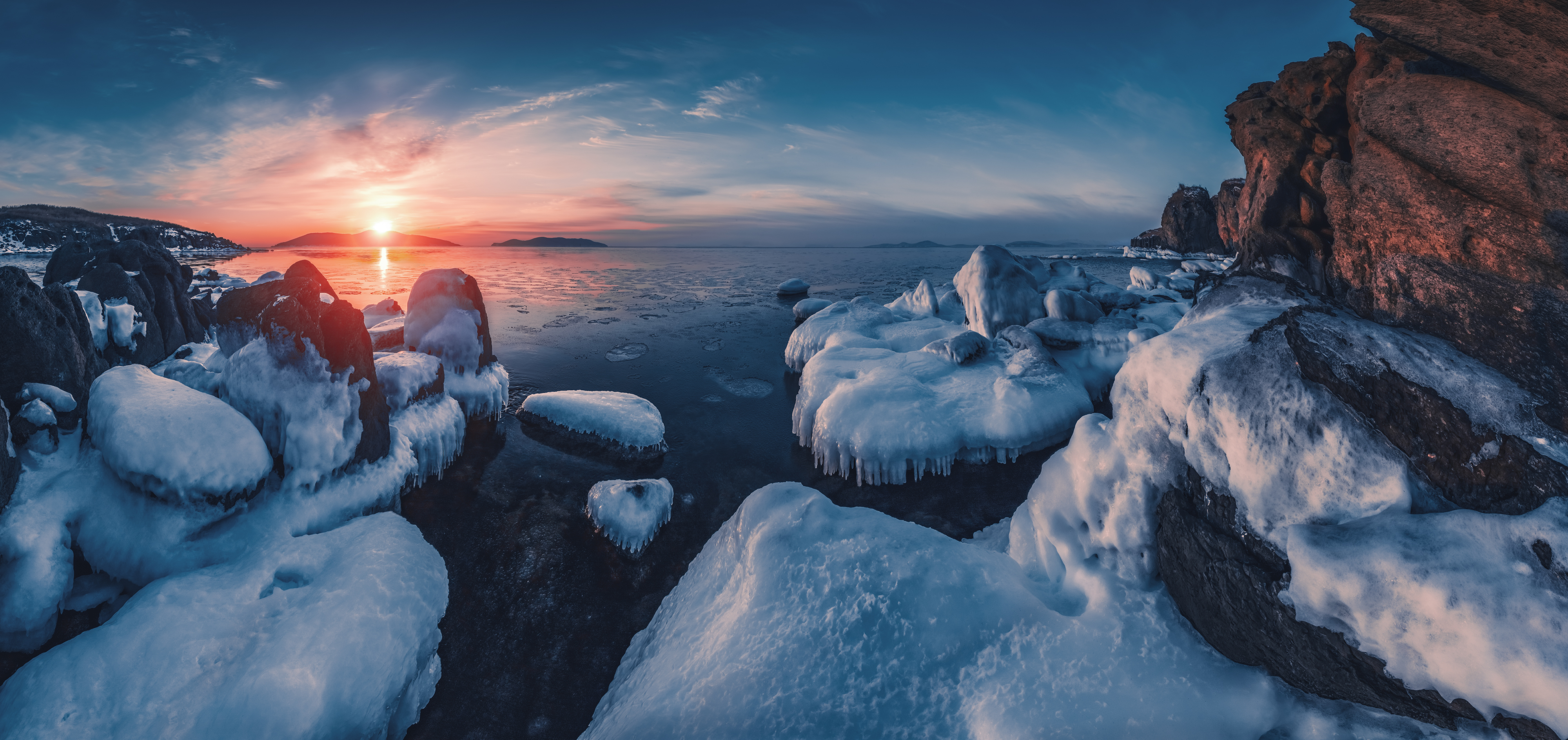
El mar del Japó vist des del sud de Slavyanka. De lluny, les dues illes d'Antipenko (esquerra) i Sibiryakov (dreta).
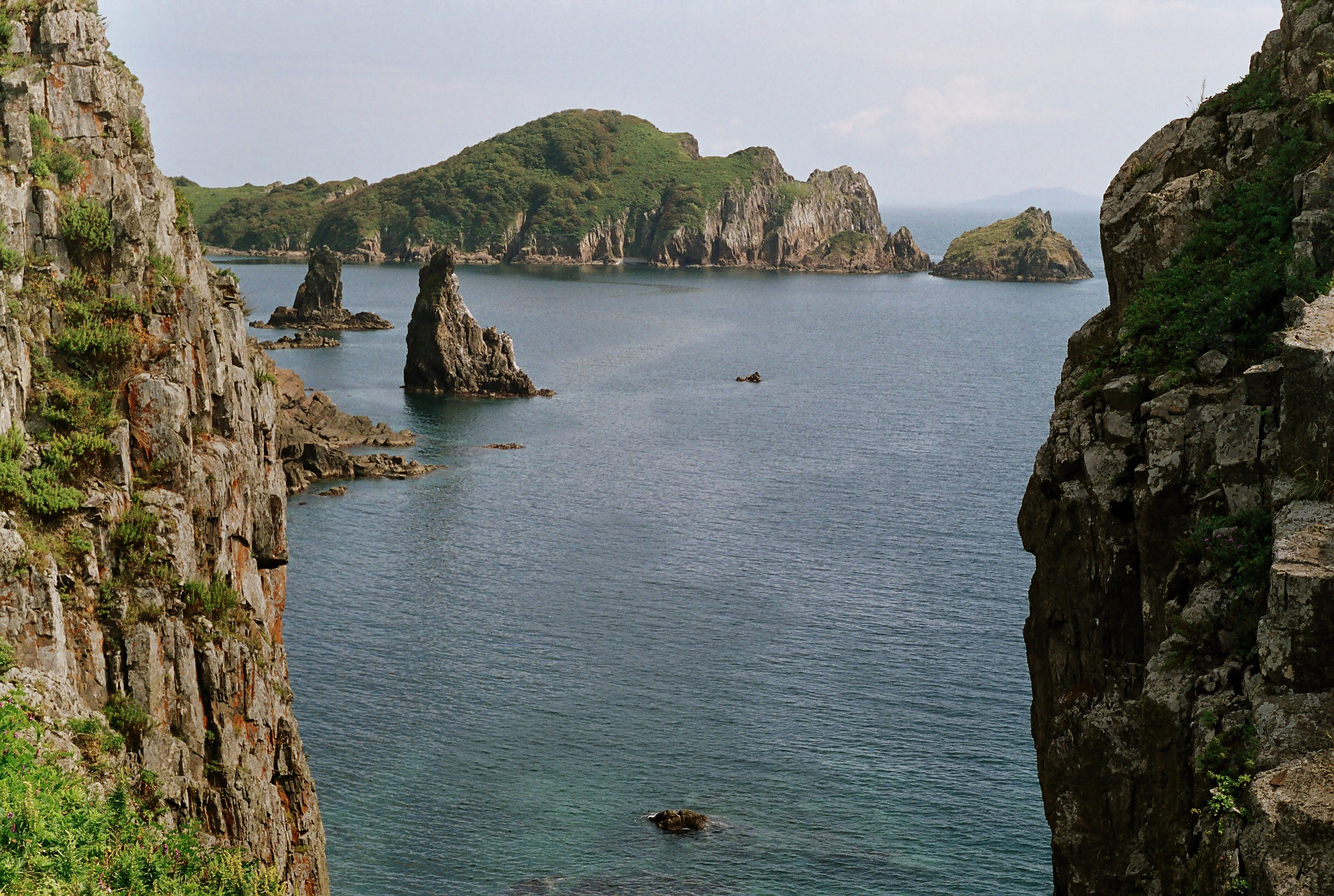
Una badia a l'illa de Sibiryakov, 50 km al sud de Vladivostok
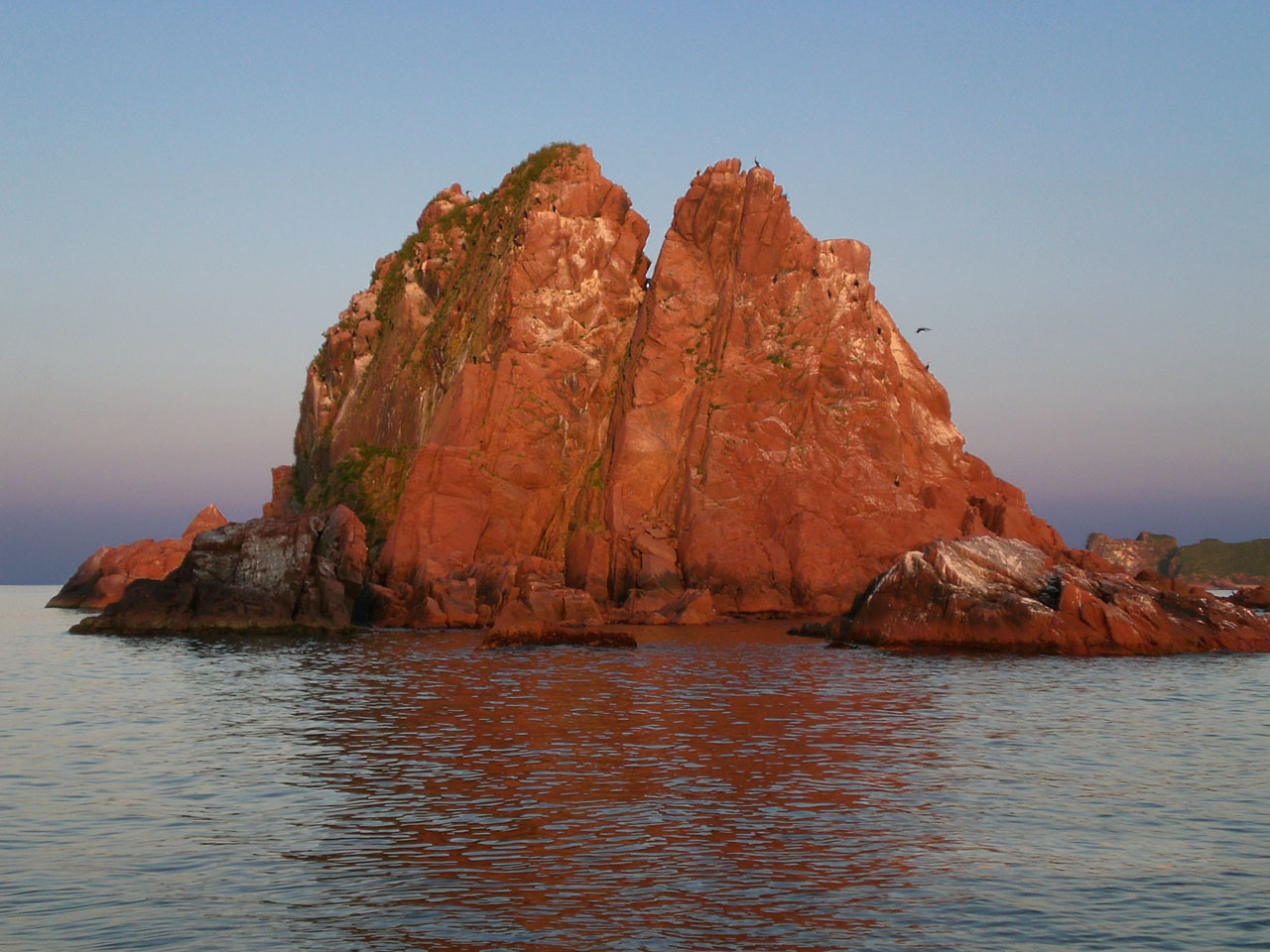
Posta de sol a les illes Verkhovski, prop de Vladivostok

## Clima

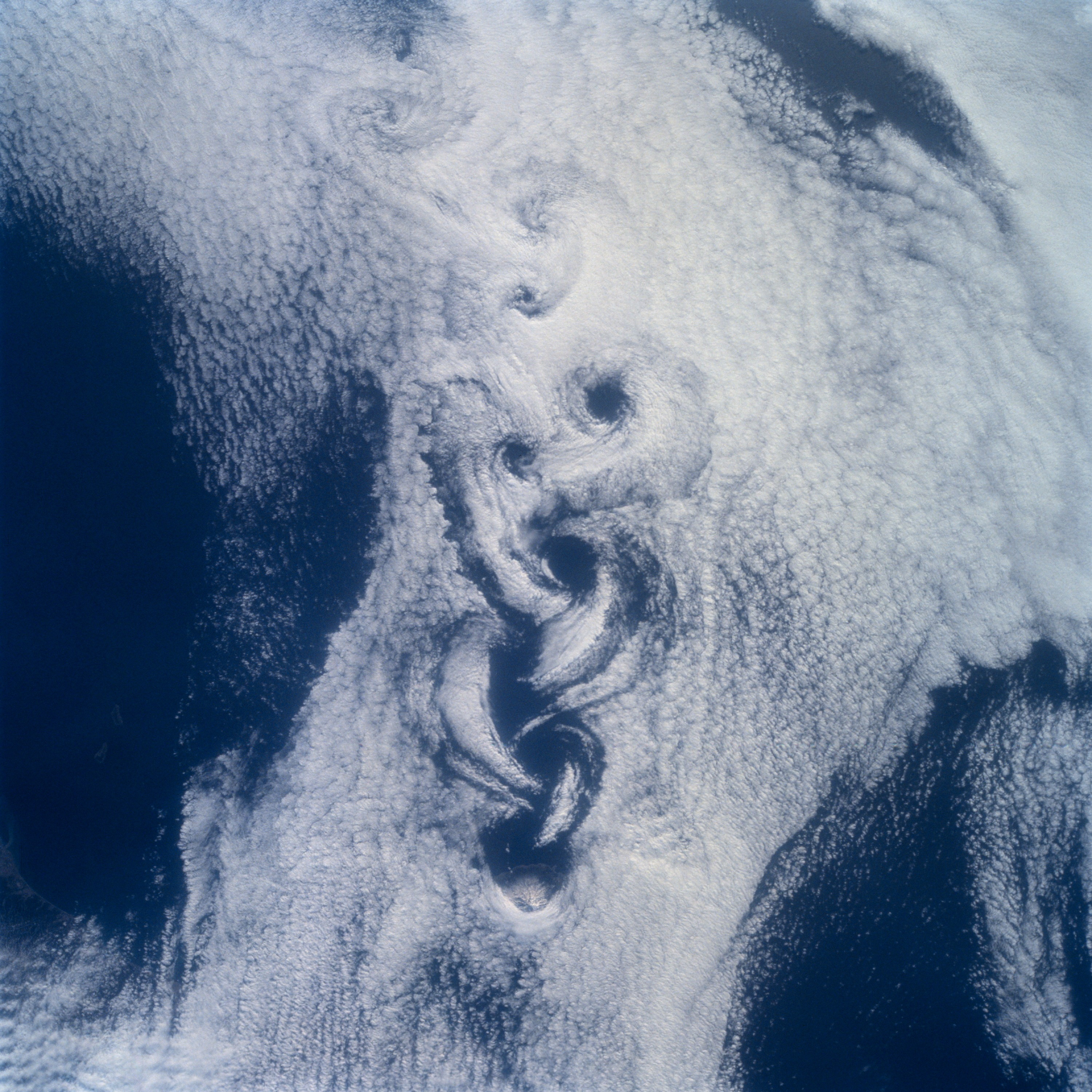
vortex de Kármán davant de la costa de l'illa de Rishiri

El clima del mar es caracteritza per aigües càlides i monsons. Aquesta combinació dona lloc a una forta evaporació, que es nota especialment entre octubre i març, quan el fort (12–15 m/s o superior) vent del monsó del nord-oest aporta aire continental fred i sec. L'evaporació es dirigeix més al sud, provocant nevades a les muntanyeses costes occidentals del Japó. Aquest monsó d'hivern porta tifons i tempestes amb onades que arriben 8–10 m que erosionen les costes occidentals del Japó. També es van registrar onades de tsunami al mar. A més, el monsó millora la convecció de l'aigua superficial, fins a les profunditats de 30 m.
Els mesos més freds són gener i febrer amb una temperatura mitjana de l'aire de -20 C al nord i 5 C al sud. La quarta part del nord del mar, especialment la costa sibèrica i l'estret de Tàrtaria, es congela durant uns 4-5 mesos. El moment i l'abast de la congelació varien d'un any a l'altre, de manera que es pot començar a formar gel a les badies ja a l'octubre i les seves restes es poden veure fins i tot al juny. La coberta de gel és contínua només a les badies i forma taques flotants a mar obert. La fusió del gel a la primavera provoca corrents freds a les zones del nord.
A l'estiu el vent es debilita fins a 2–7 m/s i inverteix la seva direcció, bufant aire càlid i humit des del Pacífic nord cap al continent asiàtic. El mes més càlid és l'agost amb una temperatura mitjana de l'aire de 15 C al nord i 25 C al sud. La precipitació anual augmenta de 310–500 mm al nord-oest fins a 1.500–2.000 mm al sud-est.
De vegades s'observa un patró de núvols turbulents, anomenat vòrtex de von Kármán, sobre el mar del Japó. Requereix un camp estable de núvols baixos impulsats pel vent sobre un obstacle petit (aïllat) i alt, i normalment es forma sobre petites illes muntanyoses. El mar del Japó compleix aquestes condicions ja que té vents freqüents i cels ennuvolats, així com illes compactes i altes com Rishiri (1.721 m), Ulleungdo (984 m) i Ōshima (732 m).

## Extensió
L'Organització Hidrogràfica Internacional defineix els límits del "mar del Japó" de la següent manera:
| « | Al sud-oest. El límit nord-est del mar de la Xina Oriental [Des de Nomo Saki (32°35′ N) a Kyusyu fins a la punta sud de Fukuejima (illes Gotō) i a través d'aquesta illa fins a Ose Saki (cap Goto) i fins a Hunan Kan, la punta sud de Jeju-do, a través d'aquesta illa fins al seu extrem occidental i des d'allí al llarg del paral·lel de 33°17′ nord fins a terra ferma] i el límit occidental del Mar Interior de Seto [definit circularment com "El límit sud-est del mar del Japó"]. Al sud-est. A Kanmon Straits. Una línia que va des de Nagoya Saki (130°49′,5 E) a Kyûsyû a través de les illes d'Uma Sima i Muture Sima (33°58′,5 N) fins a Murasaki Hana (34°01). ′ N) a Honshū. A l'est. A l'estret de Tsugaru. Des de l'extrem de Siriya Saki (141°28′ E) fins a l'extrem d'Esan Saki (41°48′ N). Al nord-est. A l'Estret de La Perouse (Sôya Kaikyô). Una línia que uneix Cap Sōya i Nishi Notoro Misaki (45°55′ N). Al nord. Des del cap Tuik (51°45′ N) fins al cap Sushcheva. | » |

## Hidrologia

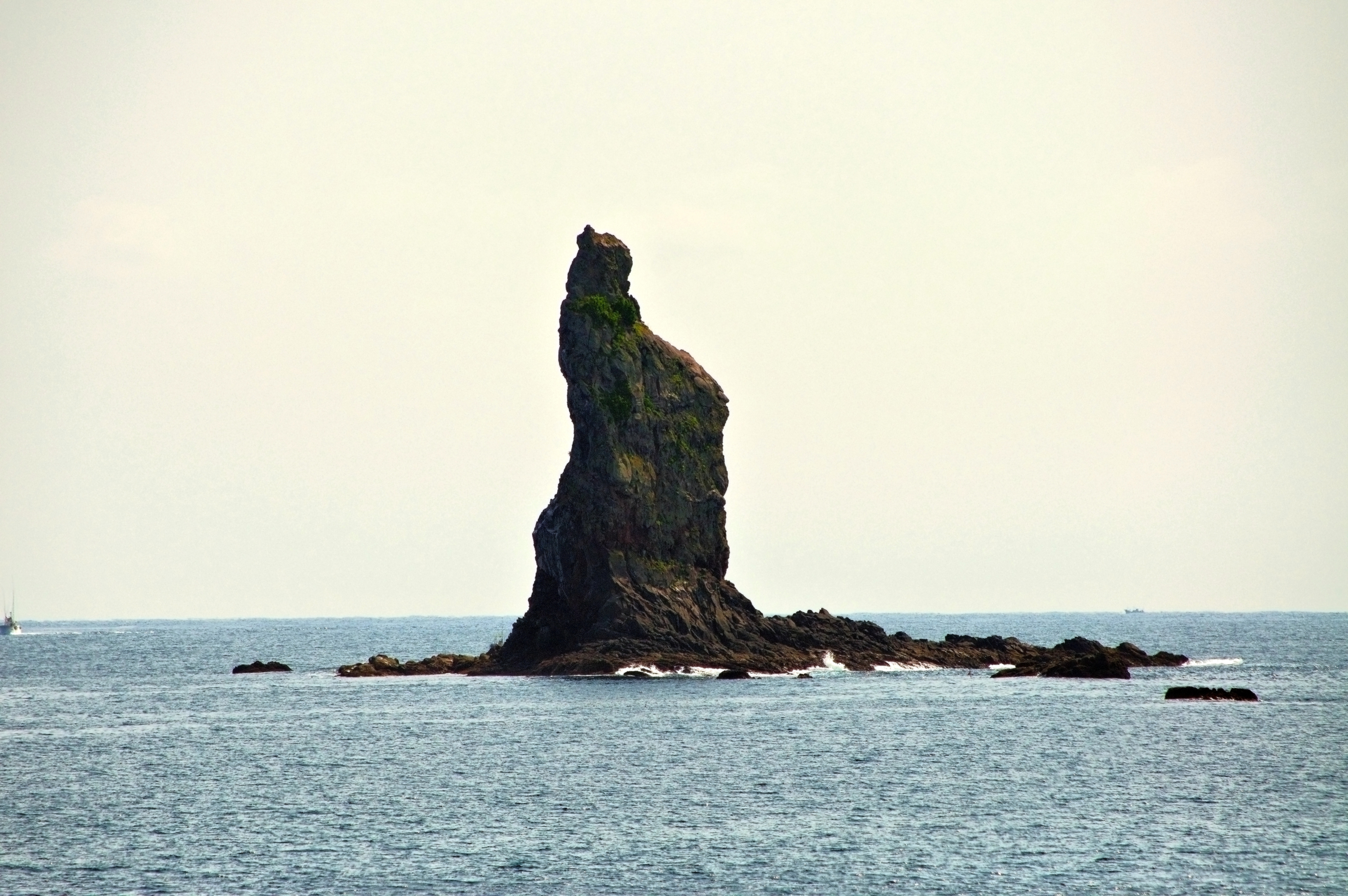
Roca Tategami

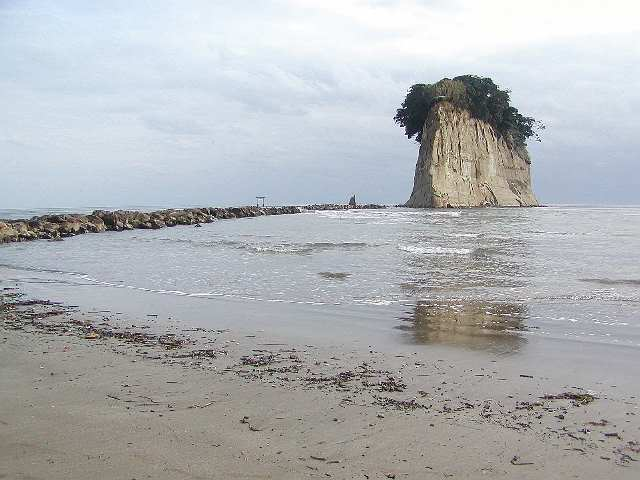
Mitsukejima "illa del vaixell"

Els corrents marins circulen en sentit contrari a les agulles del rellotge. Kuroshio (corrent del Japó), el corrent de Tsushima i el corrent càlid de Corea de l'Est porten aigua més càlida i salina al nord. Allà es fusionen amb el corrent de Tsugaru i desemboquen a l'oceà Pacífic a través de l'estret de Tsugaru. També alimenten el corrent de Sōya i surten per l'estret de La Perouse fins al mar d'Okhotsk. La branca de retorn està composta pels corrents marins de Liman, Corea del Nord i el Japó central (o mitjà) que porten aigua fresca i freda al llarg de la costa asiàtica cap al sud.
La temperatura de l'aigua es veu afectada sobretot per l'intercanvi amb l'atmosfera a la part nord del mar i pels corrents a la part sud. Les temperatures d'hivern són 0 °C o per sota al nord i 10-14 °C al sud. En aquesta estació, hi ha una important diferència de temperatura entre la part occidental i l'est a causa dels corrents circulars. Així, a la latitud del golf de Pere el Gran, la temperatura de l'aigua és d'aproximadament de 0 °C a l'oest i 5-6 °C a l'est. Aquesta diferència est-oest cau a 1-2 °C a l'estiu, i les temperatures pugen a 18-20 °C al nord i 25-27 °C al sud.
Com a conseqüència de la naturalesa tancada del mar, les seves aigües formen capes clarament separades que poden mostrar dependència estacional i espacial. A l'hivern, la temperatura és gairebé constant amb la profunditat a la part nord del mar. Tanmateix, a les parts centre-sud, pot ser 8-10 °C fins a 100–150 m, 2-4 °C a 200–250 m, 1-1,5 °C a 400–500 m i després romandre a uns 0 °C fins al fons. L'escalfament pel sol i els monsons tropicals augmenta el gradient de profunditat a la primavera-estiu.
Al nord la capa superficial (fins a 15 m) pot escalfar fins a 18-20 °C. La temperatura baixaria bruscament fins als 4 °C a 50 m, i després disminueix lentament fins a 1 °C a 250 m i romandre així fins al fons marí. Per contra, la temperatura al sud podria baixar progressivament fins als 6 °C a 200 m i després a 2 °C a 260 m i fins a 0,04-0,14 entre 1.000-1.500 m, però aleshores augmentaria a uns 0,3 °C prop de la part inferior. Aquesta capa freda a uns 1.000 m es forma per enfonsament d'aigua freda a la part nord del mar a l'hivern i és portada al sud pels corrents marins; és més aviat estable i s'observa durant tot l'any.
L'aïllament hidrològic del mar del Japó també provoca una salinitat mitjana de l'aigua lleugerament inferior (34,09‰, on ‰ significa parts per mil) en comparació amb l'oceà Pacífic. A l'hivern, la salinitat més alta amb un 34,5‰ s'observa al sud on l'evaporació domina sobre la precipitació. És el més baix amb un 33,8‰ al sud-est i sud-oest a causa de les pluges freqüents i es manté al voltant del 34,09‰ a la majoria de les altres parts. La descongelació del gel a la primavera redueix la salinitat de l'aigua al nord, però es manté alta entre 34,60 i 34,70 ‰ al sud, en part a causa de l'entrada d'aigua salada a través de l'estret de Corea. Una variació típica de la salinitat a través del mar a l'estiu és de 31,5‰ a 34,5‰ de nord a sud. La distribució de la profunditat de la salinitat és relativament constant. La capa superficial tendeix a ser més fresca a les parts del mar que experimenten la fusió del gel i les pluges. La densitat mitjana de l'aigua és d'1,0270 g/cm³ al nord i 1,0255 g/cm³ al sud a l'hivern. A l'estiu baixa a 1,0253 i 1,0215 g/cm³, respectivament.
Pocs rius desemboquen al mar del Japó des de l'Àsia continental, els més grans són Tumànnaia, Rudnaya, Samarga, Partizanskaya i Tumnin; tots ells tenen caràcter muntanyós. En canvi, nombrosos rius grans flueixen des de Honshū i Hokkaidō al mar, inclosos els quatre rius més grans del Japó: Shinano, Ishikari, Agano i Mogami. El cabal anual total dels rius al mar és de 210 km³ i és relativament constant durant tot l'any, llevat d'un petit augment al juliol. La majoria d'aigua (97% o 52,200 km) desemboca al mar a través de l'estret de Corea i descarrega a través del Tsugaru (64% o 34.610 km³, La Pérouse 10.380 km³) i l'estret de Corea. Les pluges, l'evaporació i l'entrada fluvial només representen l'1% del balanç hídric. Entre octubre i abril, la sortida supera l'entrada a causa dels ingressos més baixos per l'estret de Corea; aquest balanç s'inverteix entre maig i setembre.

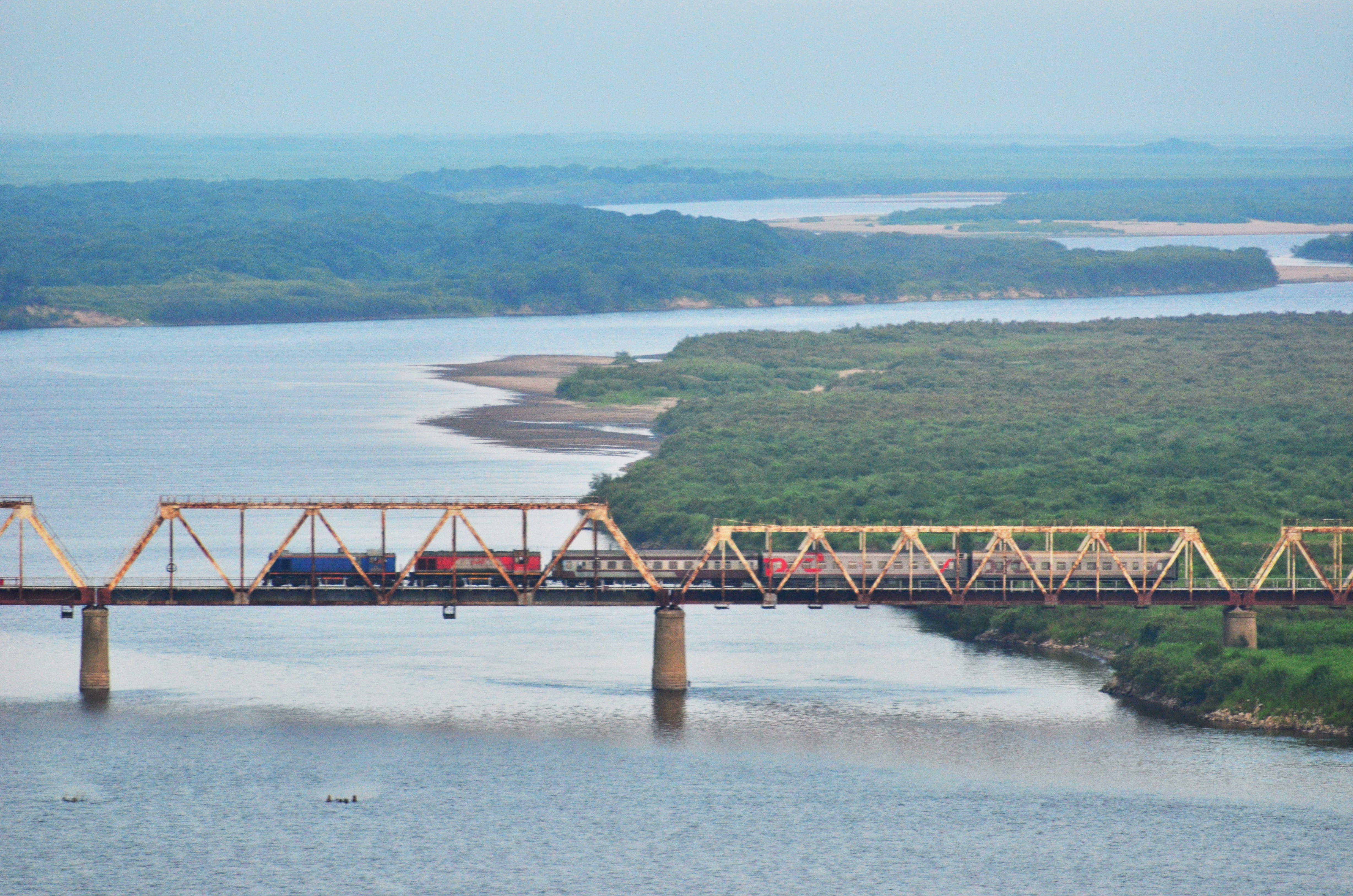
El riu Tumànnaia desemboca al mar del Japó. Els darrers 17 km del riu formen la Frontera entre Rússia i Corea del Nord. Aquesta imatge és del pont de l'amistat de Corea Rússia que creua el riu Tumànnaia.

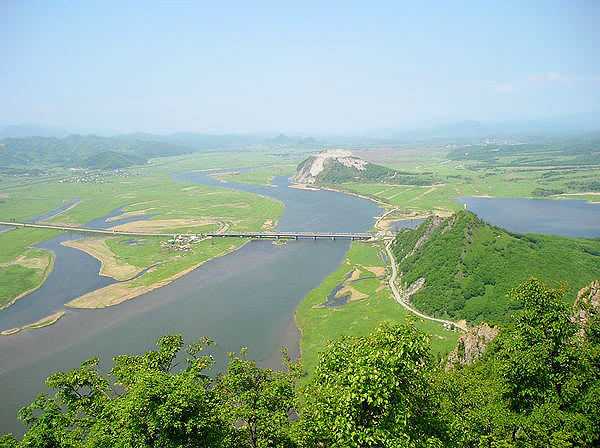
La desembocadura del riu Partizanskaya prop de Nakhodka. Vista des de Sopka Sestra.

El mar té marees complexes, que són induïdes per l'onada de l'oceà Pacífic que penetra a través de l'estret de Corea i l'estret de Tsugaru. Les marees són semi-diürnes (pugen dues vegades al dia) a l'estret de Corea i a la part nord de l'estret de Tàrtaria. Són diürns a la costa oriental de Corea, l'Extrem Orient rus i les illes japoneses de Honshū i Hokkaidō. Les marees mixtes es produeixen al golf de Pere el Gran i a l'estret de Corea. Els maremots tenen una velocitat de 10–25 cm/s a mar obert. S'acceleren a l'estret de Corea (40–60 cm/s), estret de La Pérouse (50–100 cm/s) i especialment a l'estret de Tsugaru (100–200 cm/s).
L'amplitud de les marees és relativament baixa i varia molt a través del mar. Arriba als 3 metres al sud prop de l'estret de Corea, però baixa ràpidament cap al nord fins a 1,5 m a l'extrem sud de la península de Corea i a 0,5 m metres a les costes de Corea del Nord. S'observen marees baixes similars a Hokkaidō, Honshū i al sud de Sakhalin. Tanmateix, l'amplitud augmenta fins a 2,3–2,8 m cap al nord de l'estret de Tàrtaria a causa de la seva forma d'embut. A part de les marees, el nivell de l'aigua també experimenta variacions estacionals relacionades amb el monsó a tot el mar, amb els nivells més alts observats a l'estiu i els més baixos a l'hivern. El vent també pot canviar localment el nivell de l'aigua entre 20–25 cm; per exemple, és més alt a l'estiu a les costes coreanes i més baix a les costes japoneses.
Les aigües del mar tenen un color blau a verd-blau i una transparència d'uns 10 m. Són rics en oxigen dissolt, sobretot a les parts occidental i nord, que són més fredes i tenen més fitoplàncton que les zones oriental i sud. La concentració d'oxigen és del 95% del punt de saturació prop de la superfície, disminueix amb la profunditat fins al 70% a 3.000 m.

## Flora i fauna

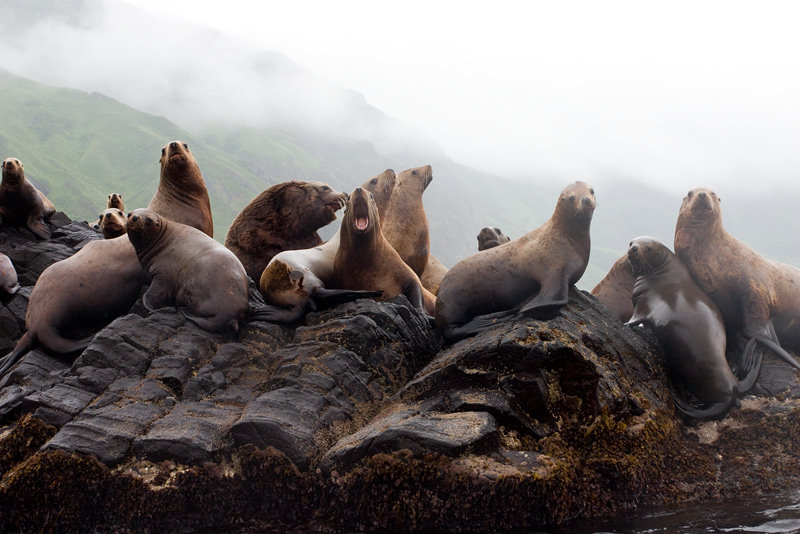
Lleons marins a l'illa de Moneron

L'alta concentració d'oxigen dissolt dona lloc a la rica vida aquàtica del mar del Japó: hi ha més de 800 espècies de plantes aquàtiques i més de 3.500 espècies d'animals, incloses més de 900 espècies de crustacis, unes 1.000 de peixos i 26 de mamífers. Les zones costaneres contenen diversos kg/m² de biomassa. Els peixos pelàgics (oceànics) inclouen sauri, verat, verat, sardines, anxoves, arengades, daurades, calamars i diverses espècies de salmó i truita. Els peixos demersals (de fons marí) inclouen el bacallà, el pollachius i el verat d'Atka.
Els mamífers estan representats per foques i balenes (el nom antic de la conca en xinès era "Mar de balenes"), i els crustacis per gambes i crancs. A causa dels estrets poc profunds que connecten el mar amb l'oceà Pacífic, el mar del Japó no té una fauna oceànica característica d'aigües profundes. La flora i la fauna úniques de la regió propera al mar del Japó es coneixen com "elements del mar del Japó".

## Economia

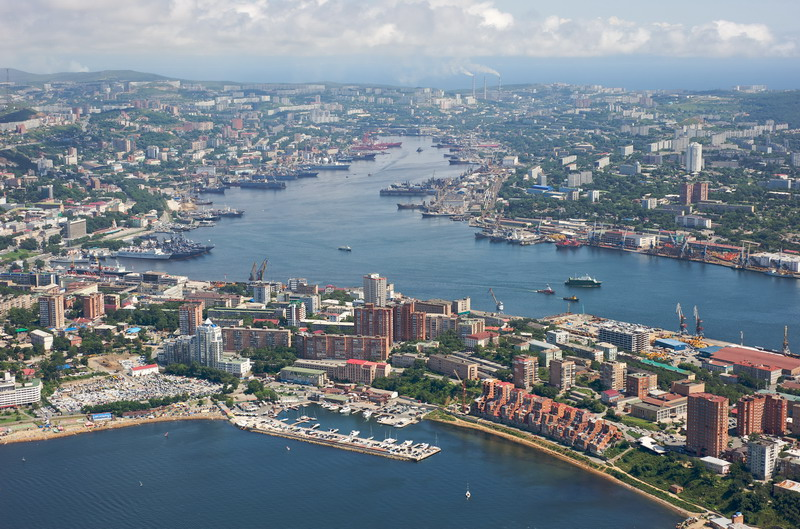
Badia de Zolotoy Rog prop de Vladivostok, Rússia

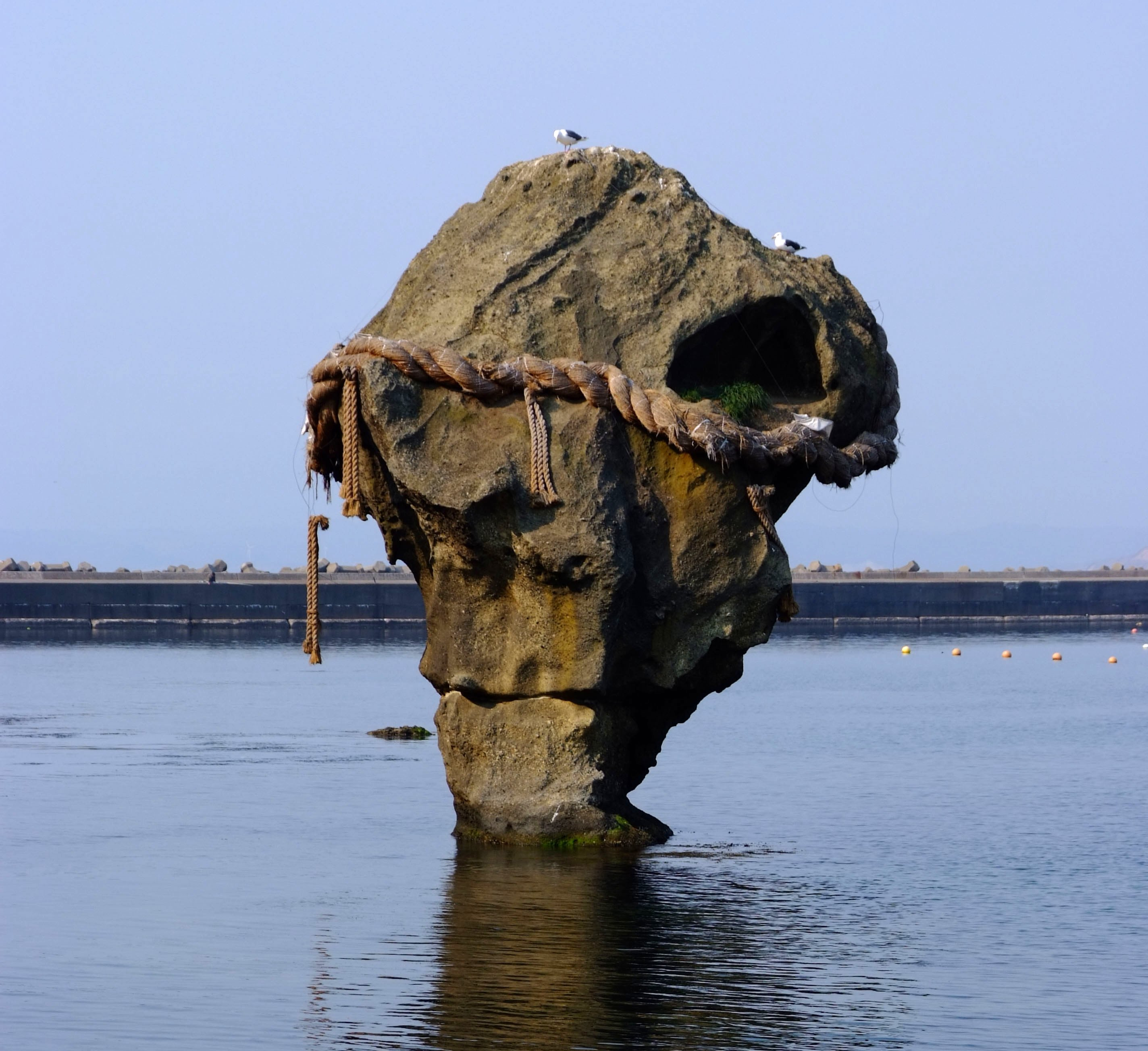
Roca Heishi prop de l'illa Kamome, Hokkaido

La pesca havia estat durant molt de temps la principal activitat econòmica al mar del Japó. Es duu a terme principalment a les plataformes continentals i prop de les mateixes i se centra en l'arengada, la sardina i la tonyina vermella. No obstant això, aquestes espècies s'han esgotat després de la Segona Guerra Mundial. El calamar es captura principalment a prop del centre del mar i el salmó a prop de les costes nord i sud-oest. També hi ha una producció d'algues ben desenvolupada.
La importància de la pesca al mar queda il·lustrada per les disputes territorials entre Japó i Corea del Sud sobre les roques de Liancourt i entre Japó i Rússia sobre les illes Kurils. També es reflecteix en diverses llegendes, com la llegenda de la roca Heishi, que diu que un cop quan l'arengada va desaparèixer, una vella fada va llançar una ampolla amb aigua màgica al mar i l'arengada va tornar. L'ampolla es va enganxar al fons marí i es va convertir en una roca, que es va convertir en una representació del déu del mar del Japó.
Vladivostok és una base per a la flota balenera russa. Tot i que opera als març del nord, la seva producció es processa i es distribueix en part a la zona de Vladivostok. Vladivostok és també un punt terminal del Ferrocarril Transiberià que porta moltes mercaderies cap a i des d’aquest port important. Hi ha un servei regular de ferri a través de l'estret de Tàrtaria entre el port continental rus de Vànino i Kholmsk a Sakhalin.
El mar té sorres de magnetita, així com jaciments de gas natural i petroli prop de la part nord del Japó i l'illa de Sakhalin. La intensitat dels enviaments a través del mar és moderada, a causa de les relacions fredes entre molts països limítrofs. Com a resultat, els ports japonesos més grans es troben a la costa del Pacífic, i els ports importants al mar del Japó són Niigata, Tsuruta i Maizuru. Els principals ports de Corea del Sud són Busan, Ulsan i Pohang situats a la costa sud-est de la península de Corea, però també tenen com a objectiu principalment països que no voren amb el mar del Japó.
El principal port rus de Vladivostok serveix principalment a les càrregues interiors, mentre que Nakhodka i Vostochny són més internacionals i tenen un intercanvi intens amb Japó i Corea del Sud. Altres ports russos destacats són Sovétskaia Gàvan, Aleksàndrovsk-Sakhalinski i Kholmsk, i els principals ports de Corea del Nord són Wonsan, Hamhung i Chongjin. La intensitat dels enviaments a través del mar del Japó augmenta constantment com a resultat del creixement de les economies de l'Àsia oriental.